# Чао Хо (бронепалубен крайцер, 1911)
Чао Хо (на китайски: 肇和 или на английски: Chao Ho) е бронепалубен крайцер от 3-ти ранг на ВМС на Китай. Главен кораб в проекта крайцери „Чао Хо“. Построен е във Великобритания като учебен крайцер по поръчка на императорски Китай. Взема участие в началния етап на японо-китайската война 1937 – 1945 г..

## История на създаването
В съответствие с приетата през 1910 г. 7-годишна програма за създаване на военноморски флот на световно ниво от регента на Империята принц Чун са поръчани на чужди производители голям брой броненосци, крайцери, миноносци, подводници, вкл. и крайцерите на типа „Чао Хо“. Малко преди завършването на ходовите изпитания и влизането на крайцера в състава на Императорския флот, Синхайската революция и нейният водач Сун Ятсен слагат край на 267-годишното управление на императорската династия след абдикацията на император Пу И и Китай се превръща в република. „Чао Хо“ е заложен на 7 ноември 1910 г. в Елсуйк (Англия) на стапелите на фирмата „Армстронг“, спуснат е на вода на 23 октомври 1911 г., въведен е в строй на 1 декември 1912 г. С избухването на революцията започват преговори за предаването на кораба, които завършват успешно и през месец март 1913 г. корабът е вече в Китай.
Корабите на проекта „Чао Хо“ са необичайна серия. Макар и с еднакъв дизайн всеки от корабите е построен в различна корабостроителница, всички те имат разлики помежду си както по отношение на водоизместимостта им, главните размери, така и в двигателните установки, бронирането, и състава на въоръжението. „Чао Хо“ е най-дългият и с най-голяма водоизместимост от цялата серия. Причината за различния подход в строителството на отделните единици е, че те са планирани като учебни крайцери, на които да се обучават екипажите на съвременния флот при различни типове въоръжение, механизми, системи и въоръжение.

## Описание на конструкцията
„Чао Хо“ се различава от останалите кораби в серията, той е на-големият кораб от серията, с 2 фута и 6 инча е по-широк от „Ин Суей“ и с 290 тона по-голяма водоизместимост спрямо него. Спрямо „Ин Суей“ фокмачтата е изнесена назад и разстоянието между комините е по-малко. Отново спрямо него има по-дебела броня.

## История на службата
Първият инцидент на „Чао Хо“ е през декември 1915 г., когато крайцерът за кратко е пленен от части на бунтовния Южен Китай, по време на гражданската война в защита на Републиката от 1915 – 1916 г. През времето на беззаконието „Чао Хо“ често се привлича за обстрел върху позициите на бунтовниците. През декември 1923 г. т.нар. „Чжилийска клика“ командвана от Ву Пейфу и формално управляваща страната под името Бейянско правителство поема командването на половината от флота, вкл. и над „Чао Хо“, като тези сили се използват основно за отбраната на Циндао – най-модерното пристанище в цялата страна, върнато на Китай след като е взето обратно от арендуващата го по-рано Германска империя. Флот от пет кораба (крайцерите „Хай Чи“, „Хай Чжен“, „Чао Хо“) и канонерските лодки „Юн Сян“ и „Чу Ю“ пристигат в Циндао на 5 януари 1924 г. и стават известни като т.нар. „Северен флот“. След поражението на „Чжилийска клика“ във втората Чжили-Фентянска война контролът над Циндао и флота базиран там преминава към манджурския военноначалник Чжан Цзолин от „Фентянската клика“. „Северният флот“ е преименува на „Североизточен флот“. Поради вече техническата непригодност на корабите (повечето от тях не могат по това време да развият скорост над 10 възела), Чжан, който политически е близък до Японската империя, се обръща към нея за помощ и корабите, включително и „Чао Хо“ са ремонтирани с помощта на японски инженери през 1927 г.
През 1927 г. правителството на Гоминдан, начело с генералисимуса Чан Кайшъ започва своя Северен поход, който завършва с победа и обединяване на северните части на страната под контрола на централното правителство. Докато се формира и обучава неговата Национално-революционна армия, Чан Кайши остава встрани от делата на флота, след събитията от 1923 г. През 1927 ремонтираният „Чао Хо“ изпълнява няколко задачи по обстрел на противниковите позиции на Вусонг, близо до крайбрежието на Шанхай, участва в кратката окупация на остров Кинмен, край бреговете на Сямън през май 1928 г. След месеци на тежки сражения Гоминдан побеждава отцепниците и през 1928 г. превзема Пекин. Чжан Цзолин загива, след като влакът, с който пътува, е взривен от японски офицери на Квантунската армия, като наказание за загубата му. Неговият син Чжан Сюелян и приемник на поста му официално признава властта на Гоминдан. Североизточния флот на Бейянското правителство отново влиза в състава на Китайския републикански флот, вече под името „Трета ескадра“ отново с базиране в Циндао. През 1930 г. „Чао Хо“ получава допълнително две 37-mm зенитни оръдия на мостика до гротмачтата.
През юли 1933 г., лейтенант от спомагателната канонерка „Чен Хай“ прави опит за убийство на командващия ескадрата Шен Хулиен (който е и кмет на Циндао), заловен е и е незабавно екзекутиран. В знак на съчувствие се противопоставят на командващия и отплават за Гуанджоу, Кантонска автономия, под командването на адмирал Чен Житанг. Бунтовните кораби са приветствани от властите като подкрепления за автономията в борбата им с централното правителство. Дори в новата си база корабите остават неподдържани, частично окомплектовани с екипаж, който не получава своите заплати. Когато командирът на ескадрата контраадмирал Ксиянг Сиюан е сменен в командването на корабите от местен кантонски офицер екипажите отново се разбунтуват и отплават от Гуанджоу на 15 юни 1935 г. „Чао Хо“ скоро засяда на плитчина и е изоставен от останалите два крайцера, „Хай Чи“ и „Хай Чжен“ имат нещастието да се срещнат в морето с новия лек крайцер „Нин Хай“, на борда на който се намира адмирал Чан Чак и отряд от съпровождащи го кораби. „Нин Хай“ отправя няколко предупредителни изстрела и двата кораба акостират в Хонконг; кризата е решена без кръвопролитие и след преговори, завършили на 18 юли, им е позволено да напуснат Хонконг и да се насочат към първоначалната си дестинация.
Втората Китайско-японска война започва с пълномащабна инвазия на японските войски, което води в крайна сметка до превземането на Пекин и Тиендзин. „Чао Хо“ участва в единственото през тази война морско сражение с японски кораби. На 14 септември 1937 г. китайската 4-та (Кантонска) ескадра в състав: крайцерът „Чао Хо“ (флагман на адмирал Чен Це (陳策, 1894 – 1949, също известен като Чан Чак на кантонско произношение)), старият бронепалубен крайцер „Хайчоу“ (1897), три малки канонерски лодки и патрулен кораб близо до фортовете на Бока Тигрис в устието на река Чжуцян около Гуанджоу са атакувани от японски отряд от лек крайцер и три разрушителя. В хода на боя „Чао Хо“ получава сериозни повреди, както и другия китайски кораб и за да избегне потопяване, е принуден да се изхвърли на плитчини. Въпреки това японските кораби отстъпват също, под огъня на китайската ескадра и бреговите батареи. За окончателното унищожаване на ВМС на Китай и подавяне на фортовете, прикриващи подхода към Гуанчжоу, японците са принудени да използват палубна авиация на леките самолетоносачи „Рюхо“ и „Хошо“. В хода на едното от нападенията на 30 септември заседналият „Чао Хо“ е унищожен.